# Kozłów Szlachecki
Kozłów Szlachecki [ˈkɔzwuf ʂlaˈxɛt͡ski] est un village polonais de la gmina de Nowa Sucha dans le powiat de Sochaczew et dans la voïvodie de Mazovie.